# エア・トラフィック・マネジメント

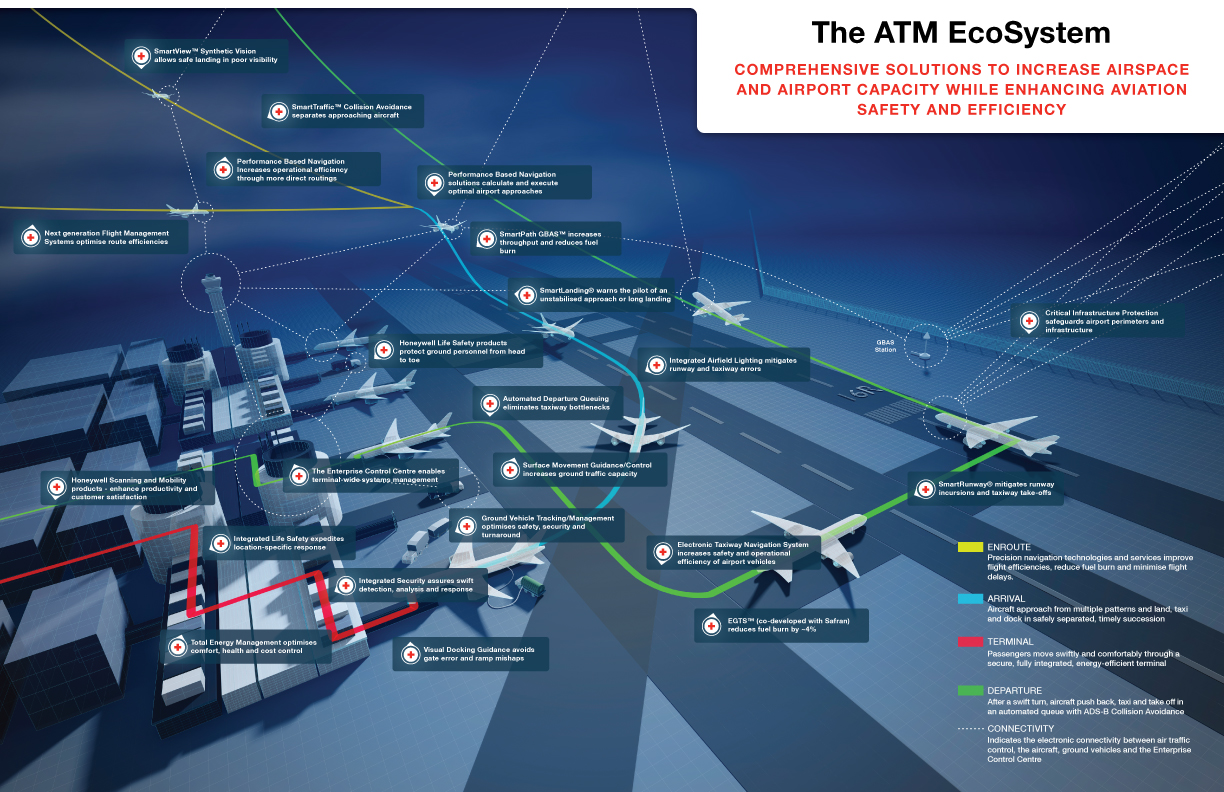
ATMエコシステム

エア・トラフィック・マネジメント（英語: Air traffic management (ATM)）、航空交通管理は、航空機が空港から離陸し、空域を飛行して目的地の空港に着陸するのを支援するすべてのシステムを含む航空用語。航空交通管制（Air traffic control, ATC）、エア・トラフィック・サービス（ATS）、エア・トラフィック・フロー・マネジメント（ATFCM）、エアスペース・マネジメント（ASM）で構成される。

## 定義

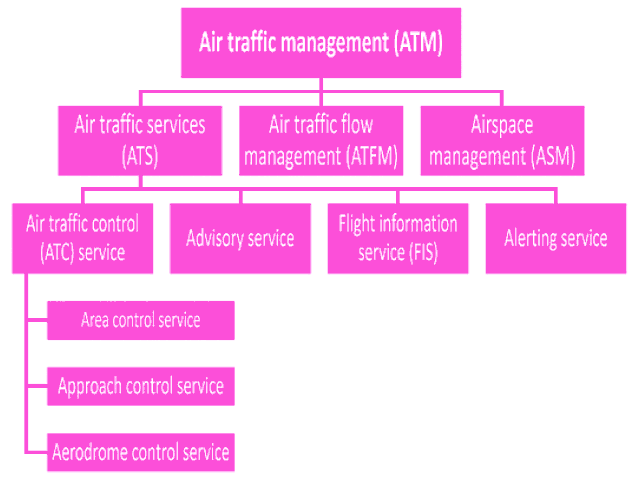
エア・トラフィック・マネジメントの構造

航空交通サービス（Air traffic service）、空域管理（Airspace Management）、航空交通流管理（Air Traffic Flow Management）を含む航空交通と空域の動的で統合された管理。－ 安全、経済的、効率的に、すべての関係者と協力し、空域および地上の機能を含む施設とシームレスなサービスを提供することである。
運航のすべての段階において、航空機の安全で効率的な移動を確保するために必要な空中および地上ベース（航空交通サービス、空域管理、航空交通流管理）の集約である。